# Funäsdalstjärnen
Funäsdalstjärnen är en sjö i Härjedalens kommun i Härjedalen och ingår i Göta älvs huvudavrinningsområde. Sjön har en area på 0,172 kvadratkilometer och ligger 760,3 meter över havet. Funäsdalstjärnen ligger i Rogen Natura 2000-område.

## Delavrinningsområde
Funäsdalstjärnen ingår i det delavrinningsområde (692111-131662) som SMHI kallar för Utloppet av Funäsdalstjärnen. Medelhöjden är 809 meter över havet och ytan är 2,21 kvadratkilometer. Det finns inga avrinningsområden uppströms utan avrinningsområdet är högsta punkten. Vattendraget som avvattnar avrinningsområdet har biflödesordning 2, vilket innebär att vattnet flödar genom totalt 2 vattendrag innan det når havet efter 709 kilometer. Avrinningsområdet består mestadels av skog (69 procent) och kalfjäll (23 procent). Avrinningsområdet har 0,17 kvadratkilometer vattenytor vilket ger det en sjöprocent på 7,8 procent.